# Placidus Amon
Placidus Amon (geb. Franz Amon; * 10. Dezember 1700 in Waldhausen im Strudengau; † 16. Januar 1759 in Traiskirchen) war ein österreichischer Benediktiner und Philologe (Germanist).
Franz Amon legte 1719 im Stift Melk das Ordensgelübde ab und nahm den Ordensnamen Placidus an. Im Jahr 1726 wurde er zum Priester geweiht.
Von seinem Melker Mitbruder Bernhard Pez dazu ermutigt, beschäftigte sich Amon mit der Lexikographie und plante ein umfangreiches Wörterbuch der deutschen Sprache. Dazu liegen Briefwechsel mit Gottsched und Wachter vor. Amons Interesse galt besonders der mittelhochdeutschen Literatur.